# Yasei no Energy
Yasei no ENERGY (jap. 野性のENERGY) – trzydziesty piąty singel japońskiego zespołu B’z, wydany 16 lipca 2003 roku. Osiągnął 1 pozycję w rankingu Oricon i pozostał na liście przez 10 tygodni, sprzedał się w nakładzie 304 756 egzemplarzy. Singel zdobył status platynowej płyty.
Utwór tytułowy został wykorzystany jako oficjalna piosenka TV ASAHI NETWORK SPORTS 2003.

## Lista utworów
| Nr | Tytuł                                 | Czas |
| -- | ------------------------------------- | ---- |
| 1. | „Yasei no ENERGY” (jap. 野性のENERGY) | 4:39 |
| 2. | „Tabi☆EVERYDAY” (jap. 旅☆EVERYDAY)    | 3:00 |

## Muzycy
- Tak Matsumoto: gitara, kompozycja i aranżacja utworów
- Kōshi Inaba: wokal, teksty utworów, aranżacja
- Shane Gaalaas: perkusja (#1)
- Brian Tichy: perkusja (#1)
- Hideo Yamaki: perkusja (#2)
- Akihito Tokunaga: gitara basowa (#1), aranżacja
- Ken Yoshida: gitara basowa (#2)
- Shirō Sasaki: trąbka (#2)
- Futoshi Kobayashi: trąbka (#2)
- Hiroyuki Nomura: puzon (#2)
- Kazuki Katsuta: saksofon (#2)
- Daisuke Ikeda: aranżacja instrumentów dętych (#2)

## Notowania
| Lista                                  | Pozycja |
| -------------------------------------- | ------- |
| Oricon Weekly Singles Chart            | 1       |
| Oricon Monthly Singles Chart           | 3       |
| Oricon Yearly Singles Chart (rok 2003) | 19      |